# 梅肯县 (亚拉巴马州)
梅肯县（英語：Macon County）是位于美国亚拉巴马州中东部的一个县，县治塔斯基吉。根据美国人口调查局2000年统计，共有人口24,105，其中非裔美国人占84.64%、白人占13.96%。